# أمبرونييت
أمبرونييت هو بديل غذائي صالح للشرب، يهدف إلي توفير كافٍ احتياجات الإنسان اليومية، المصنوع من 20 محتوى من المكونات العضوية التي تشمل التوت، المكسرات، البذور، السبانخ. المنتج عبارة عن مسحوق ممزوج بالماء ليتحول إلي طعام. يستند اسم أمبرونييت علي الكلمة اليونانية التي تعني «طعام الالهة».

## التاريخ
صُنع أمبرونييت من قبل خمسة رجال فنلنديين لرغبتهم في توفير جميع المواد الغذائية اللازمة دون الوقت والجهد الذي غالبًا ما يبذل في إعداد الطعام، ويُروج له كأول وجبة عضوية صالحة للشرب في العالم.
تم تمويل التوزيع التجاري لأمبرونييت من خلال حملة تمويل جماعي عبر أنديوجوجو (Indiegogo). حققت هدفها في تمويل 50,000 دولارًا بعد أسبوع واحد، وواصلت جمع أكثر من 100,000 دولار. بدأت الشحنات الأولى من الإصدار الأول من أمبرونييت الجماعي في أوائل شهر أكتوبر 2014 وانتهت في ديسمبر. في أوائل عام 2015، تم إطلاق  Ambronite v2الذي أضاف الشوفان للحصول على أفضل قابلية للذوبان في الماء لتقليل التكتل في قاع الزجاج، وهذا أمر شائع في الأطعمة المختلطة المسحوقة. في يونيو 2015، تم إصدار الإصدار الثالث بإضافة بذور الكتان وإزالة جوز عين الجمل للحصول على طعم محسّن. في فبراير 2016، تم إصدار الإصدار الرابع الذي يحلّ محل الطعم بإضافة المزيد من التوت. في أكتوبر 2016، تم إصدار الإصدار الخامس من V5 الذي يُحلل الطعم أكثر بإضافة المزيد من التوت وشراب الصبار.

## المحتوى الغذائي
تحتوي عبوة واحدة من الأمبرونييت على حوالي 500 سعرة حرارية و30 جرام من البروتين، وكذلك معظم الفيتامينات، بالإضافة إلي 14 نوع من المعادن الأساسية في حين تشمل الألياف، أوميجا 3 الدهنية، نسبة السعرات الحرارية المستخدمة هي الكربوهيدرات بنسبة 40 في المائة والدهون بنسبة 36 في المائة والبروتين بنسبة 24 في المائة.

## الاستلام
وقال مراجع سلكي أن النسخة الخامسة من أمبرونييت مذاقها مثل منتج "Slurpee" دقيق الشوفان، وأنه يفضل مذاقها عند المقارنة بمنتج "Soylent"؛ وأثنى على استخدام المكونات العضوية بدون إضافات أو مواد حافظة لكنه يعتقد أن سعرها مرتفع للغاية. تم تقييمه بـ 6/10.